# Ashton
Ashton este un oraș din provincia Western Cape, Africa de Sud.